# James Hurst Hawthornthwaite
Pour les articles homonymes, voir Hawthornthwaite.
James Hurst Hawthornthwaite (1869-29 décembre 1952) est un homme politique canadien de la Colombie-Britannique. Il est député provincial socialiste de la circonscription britanno-colombienne de Nanaimo City de 1901 à 1908 et de 1909 à 1912, ainsi que de Newcastle de 1918 à 1920.

## Biographie

### Premières années
Né dans le comté de Westmeath en Irlande, Hawthornthwaite étudie en Angleterre. Après s'être établi en Colombie-Britannique durant les années 1880, il travaille comme secrétaire pour le consulat américain basé à Victoria, ainsi pour la New Vancouver Coal Mining and Land Company Limited. En tant qu'agent foncier dans l'entreprise, il observe les conflits entre les droits des colons et les concessions minières, en particulier, celle de Robert Dunsmuir qui s'était vu concéder une vaste partie de l'île de Vancouver en 1886,.
En tant que directeur de la New Vancouver Coal Mining and Land Company Limited, Samuel Robins, rival de Dunsmuir, entretient des bonnes relations avec la Miners’ and Mine Laborers’ Protective Association dont Ralph Smith était le secrétaire général et contribue à l'intérêt de Hawthornthwaite pour la politique.

### Carrière politique

#### Politique provinciale
Élu lors d'une élection partielle en février 1901 sous l'étiquette du Parti socialiste de la Colombie-Britannique. Les socialistes exercent alors une politique populiste contre les Dunsmuir, dont James Dunsmuir qui occupe le poste de premier ministre de la province. La contribution de Hawthornthwaite est considérée plus constructive que révolutionnaire entre autres par l'adoption de l'acte d'indemnisation pour les travailleurs ayant un accident de travail en 1902. Arrivé au pouvoir avec une faible majorité en 1903, Richard McBride demande l'appui de Hawthornthwaite qui exerce son influence dans l'adoption de certains projets de loi améliorant les normes de sécurité et l'implantation d'une réforme du travail minier. Bien que le soutien ouvrier tienne bon, certaines contradictions survenaient dont le militantisme des socialistes pour le mouvement des suffragettes, alors que les conservateurs, malgré l'opinion de McBride en accord avec le sujet, ne défendaient guère.

#### Politique fédérale
Membre fondateur du Parti socialiste canadien en 1904, il démissionne en 1908 pour se présenter sans succès sur la scène fédérale dans Nanaimo et déloger Ralph Smith qui avait abandonné son statut de député indépendant pour se rallier aux libéraux de Wilfrid Laurier. Malgré une campagne prônant le pacifisme, le fait que la base militaire britannique d'Esquimalt, sur le point d'être transférée au gouvernement canadien, se trouvait dans la circonscription.

#### Retour en politique provinciale
Il est habileté à reprendre son siège lors d'une élection partielle en janvier 1909. Alors que le Parti socialiste devient le Parti social-démocratique du Canada, Hawthornthwaite n'est pas choisi comme candidat en 1912 et finit par être expulsé du parti.
Après un voyage à Londres avec McBride, avec qui il entretenait une amitié, il dit avoir rencontré Lénine durant son exil sans que cela ne soit vérifiable. Cependant, la Révolution d'octobre ravive sa flamme politique et il se fait réélire en 1918 à la suite d'une élection partielle déclenchée par le départ du député Parker Williams et représente la circonscription de Newcastle. Il base sa campagne sur le soutien au nouveau Federated Labour Party et au bolchevisme. Seul et ayant peu d'influence, les gouvernements de Harlan Carey Brewster et John Oliver n'avaient nullement besoin de son appui. Il perd d'autant plus d'influence que le Canadian annual review le décrivait comme « un représentant des mineurs de l’espèce la plus radicale » en 1918.

#### Dernières années
Peu avant son décès, Hawthornthwaite travaillait comme promoteur des gisements aurifères dans le district de Cassiar.
Hawthornthwaite meurt à Victoria en 1926 et d'anciens collègues parlementaires assistent à ses funérailles dont William Sloan et Robert Henry Pooley qui représente le gouvernement. Il est inhumé au cimetière Ross Bay.